# Koninginnelaan 64 (Soest)
Langhuisboerderij Koninginnelaan 64 is een gemeentelijk monument in Soest in de provincie Utrecht.
Oorspronkelijk is de boerderij waarschijnlijk uit eind achttiende eeuw, maar de eerstevermelding is op een ambtelijke kaart uit 1828. De boerderij staat op de hoek van de Koninginnelaan en de Meent.
Het pand heeft wit gepleisterde en wit geschilderde delen. Het afgewolfde dak boven het voorhuis is met riet gedekt, het achterhuis heft een pannendak. De vijf vensters in de symmetrische voorgevel zijn vernieuwd. De ingang bevindt zich in de rechterzijgevel.